# Toucanet des Santa Marta
Aulacorhynchus albivitta lautus
Sous-espèce
Le Toucanet des Santa Marta (Aulacorhynchus albivitta lautus) est une espèce d'oiseaux de la famille des Ramphastidae.

## Répartition
Cette espèce est endémique de la Sierra Nevada de Santa Marta.

## Taxonomie
Il fut jadis considéré comme une sous-espèce du Toucanet émeraude (Aulacorhynchus prasinus).